# Longueur d'onde thermique de de Broglie
Pour les articles homonymes, voir Broglie.
Pour les articles homonymes, voir longueur d'onde (homonymie).
La longueur d'onde thermique de de Broglie est un concept de la physique statistique et de la mécanique quantique. Cette grandeur statistique représente la longueur d'onde de de Broglie moyenne des particules d'un gaz porté à une certaine température. Cette longueur d'onde thermique caractérise l'étalement spatial de la particule associée et le lien entre la mécanique classique et la mécanique quantique.

## Définition

### Particules massives
D'après le principe de la dualité onde-corpuscule, une particule possédant une quantité de mouvement {\displaystyle p} est associée à une onde de longueur d'onde :
{\displaystyle \lambda ={\frac {h}{p}}}
{\displaystyle h} étant la constante de Planck.
D'après le théorème d'équipartition de l'énergie, pour un gaz porté à une température {\displaystyle T}, l'énergie cinétique classique moyenne {\displaystyle E_{c}^{c}} d'une particule avec {\displaystyle N} degrés de liberté est : 
{\displaystyle E_{k}^{c}={\frac {N}{2}}k_{\rm {B}}T}
où {\displaystyle k_{\rm {B}}} est la constante de Boltzmann.
La relation entre l'énergie cinétique et la quantité de mouvement d'une particule libre non relativiste de masse {\displaystyle m} étant :
{\displaystyle E={\frac {p^{2}}{2m}}}
on peut alors calculer l'impulsion moyenne {\displaystyle p} d'une particule :
{\displaystyle p={\sqrt {Nmk_{\rm {B}}T}}}
La longueur d'onde thermique de de Broglie {\displaystyle \lambda _{\rm {th}}^{c}} d'une particule massique ayant trois degrés de liberté devient alors :
{\displaystyle \lambda _{\rm {th}}^{c}={\frac {h}{\sqrt {3mk_{\mathrm {B} }T}}}={\frac {2\pi \hbar }{\sqrt {3mk_{\mathrm {B} }T}}}}
selon que l'on utilise la constante de Planck {\displaystyle h} ou la constante de Planck réduite ({\displaystyle \hbar }). 
Dans la théorie quantique, la relation entre l'énergie cinétique quantique {\displaystyle E_{c}^{q}} et l'impulsion est telle que :
{\displaystyle E_{c}^{q}=\pi k_{\rm {B}}T}
et la longueur d'onde de de Broglie devient alors :
{\displaystyle \lambda _{\rm {th}}^{q}={\frac {h}{\sqrt {2\pi mk_{\rm {B}}T}}}=\hbar {\sqrt {\frac {2\pi }{mk_{\rm {B}}T}}}}
Le facteur numérique {\displaystyle 1/{\sqrt {2\pi }}} apparaît a priori arbitraire (il ne correspond pas à la longueur d'onde de de Broglie telle que définie d'ordinaire), et est défini conventionnellement à cette valeur.

## Sens physique
La longueur d'onde de de Broglie est une estimation de la longueur d'onde associée aux particules en fonction de l'énergie du système. Si les dimensions caractéristiques du système (maille cristalline, volume moyen, distance de parcours moyenne etc) sont supérieures à la longueur d'onde de de Broglie, les effets d'interférence ondulatoires peuvent être négligés et le comportement des particules peut raisonnablement être étudié à l'aide des lois de la mécanique classique. Dans le cas contraire, les effets d'interférences entre les ondes des particules rendent nécessaire l'utilisation de la mécanique quantique pour étudier la physique du système. En particulier, la valeur de la longueur d'onde apparaît dans le calcul explicite des corrections quantiques dans la définition des états d'énergie des particules d'un gaz confiné dans un volume {\displaystyle V} donné. En mécanique quantique, les énergies possibles des particules sont quantifiées, alors qu'en mécanique classique on suppose implicitement que toutes les valeurs d'énergies sont possibles. La grandeur physique qui importe ici est ce que l'on appelle la fonction de partition, que l'on peut calculer soit dans le cas classique, soit dans le cas quantique. Les calculs indiquent que les deux fonctions de partition diffèrent d'une quantité proportionnelle à 
{\displaystyle {\frac {1}{2mk_{\rm {B}}T}}{\frac {\hbar ^{2}\pi ^{2}}{V^{\frac {2}{3}}}}\sim \left({\frac {\lambda _{\rm {th}}}{L}}\right)^{\frac {2}{3}}},
le volume considéré étant supposé cubique de longueur {\displaystyle L}.